# توکارف ته‌ته-۳۳
پیستول نیمه‌خودکار ۷.۶۲ میلی‌متری توکارف مدل ۱۹۳۰ (به روسی: 7,62-мм самозарядный пистолет Токарева образца 1930 года) یا کوتاه‌شده‌اش تپانچه ته‌ته یک پیستول نیمه‌خودکار ساخت روسیه است. فدور توکارف در اوایل دههٔ ۱۹۳۰ آن را برای خدمت در ارتش شوروی طراحی نمود تا جایگزین رولور ناگانت ام۱۸۹۵ شود که از زمان امپراتوری روسیه به کار گرفته می‌شد. از ته‌ته تا ۱۹۵۲ استفاده شد تا اینکه در آن زمان ماکارف جاگزین آن گردید.

## به‌کاربرندگان
- افغانستان[۲]
- آلبانی:[۲] پلیس آلبانی.
- الجزایر[۲]
- آنگولا[۲]
- ارمنستان[۲]
- جمهوری آذربایجان[۲]
- بنگلادش: استفاده از تپانچه تیپ ۵۴ چینی.[۳]
- بلاروس[۲]
- بنین[۲]
- بوسنی و هرزگوین[۲]
- بلغارستان[۲]
- کامبوج[۲]
- چاد[۲]
- چین: تولید گسترده با نام تپانچه تیپ ۵۴.[۴]
- جمهوری کنگو[۲]
- کرواسی[۲]
- آلمان شرقی[۲] تعداد کمی مورد استفاده در پلیس خلق
- مصر: تولید از دههٔ ۱۹۵۰.[۵]
- گینه استوایی[۲]
- فنلاند: غنیمت‌گرفته‌شده طی دو جنگ زمستان و جنگ پس‌آیند[۶] .[۶]
- گرجستان[۲]
- گینه[۲]
- گینه بیسائو[۲]
- مجارستان: تولید داخلی.[۷]
- عراق[۲]
- قرقیزستان[۲]
- لائوس[۲]
- لیبی[۲]
- لیتوانی: نیروهای مسلح لیتوانی.[۲][۸]
- ماداگاسکار[۲]
- مالت[۲]
- موریتانی[۲]
- مولدووا[۲]
- مغولستان[۲]
- مونته‌نگرو[۲]
- مراکش[۹]
- موزامبیک[۲]
- آلمان نازی[۱۰] به صورت غنیمت جنگی
- کره شمالی: تولید داخلی با نام تیپ ۶۸.[۷][۱۱]
- پاکستان: مورد استفاده در نیروی زمینی پاکستان,[۱۲] نیروهای امنیتی و پلیس.
- لهستان: تولید داخلی
- رومانی: تولید داخلی در کارخانه کوگیر و نام تی‌تی‌سی.[۲][۷]
- روسیه[۲]
- صربستان[۲]
- سیرالئون[۲]
- سومالی[۲]
- اتحاد جماهیر شوروی[۴]
- سوریه[۲]
- اوگاندا[۲]
- ویتنام[۲]
- جمهوری فدرال سوسیالیستی یوگسلاوی: تولید داخلی.[۴][۷]
- زامبیا[۲]
- زیمبابوه[۲]